# 若桜宿

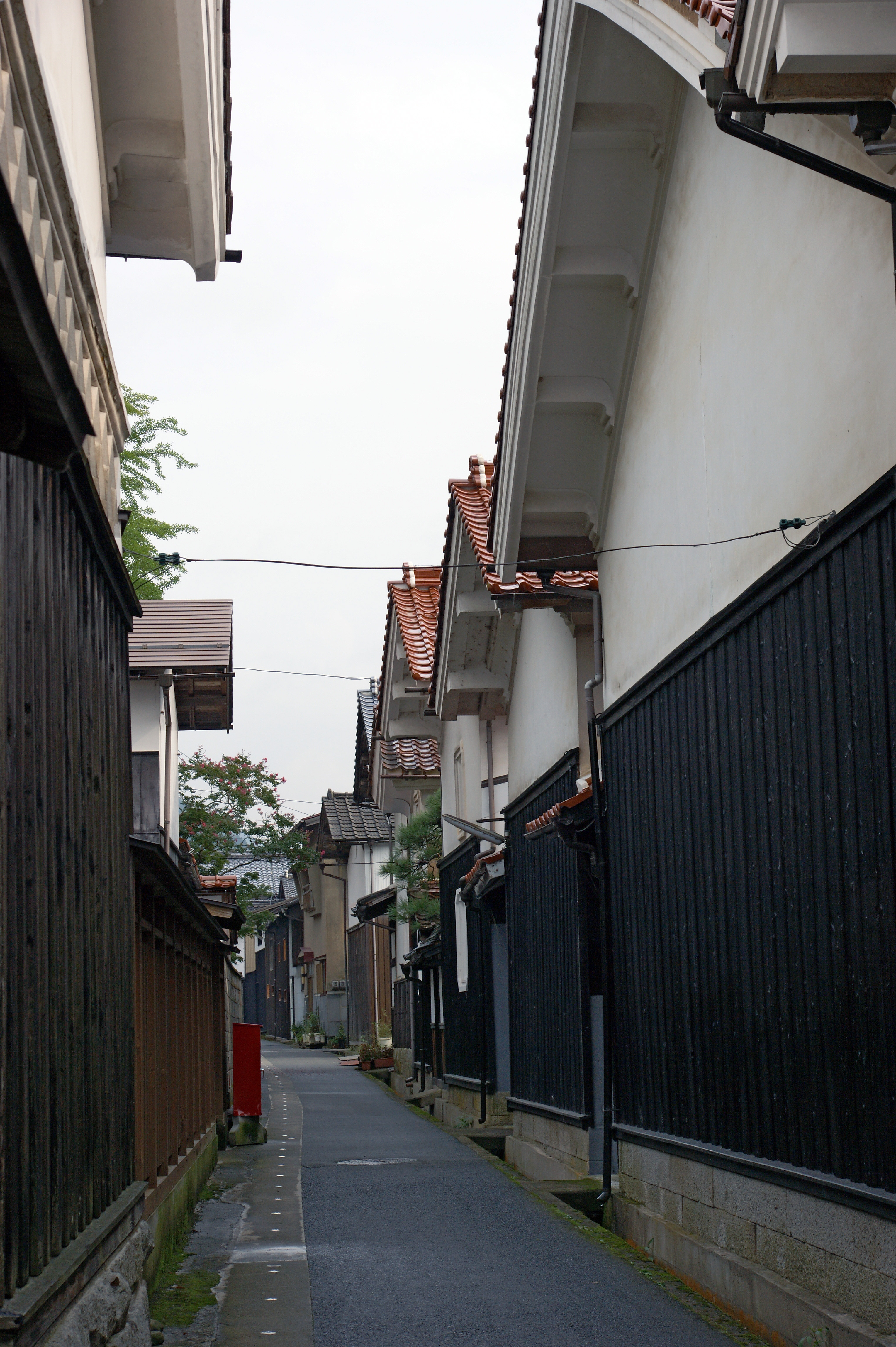
蔵通り

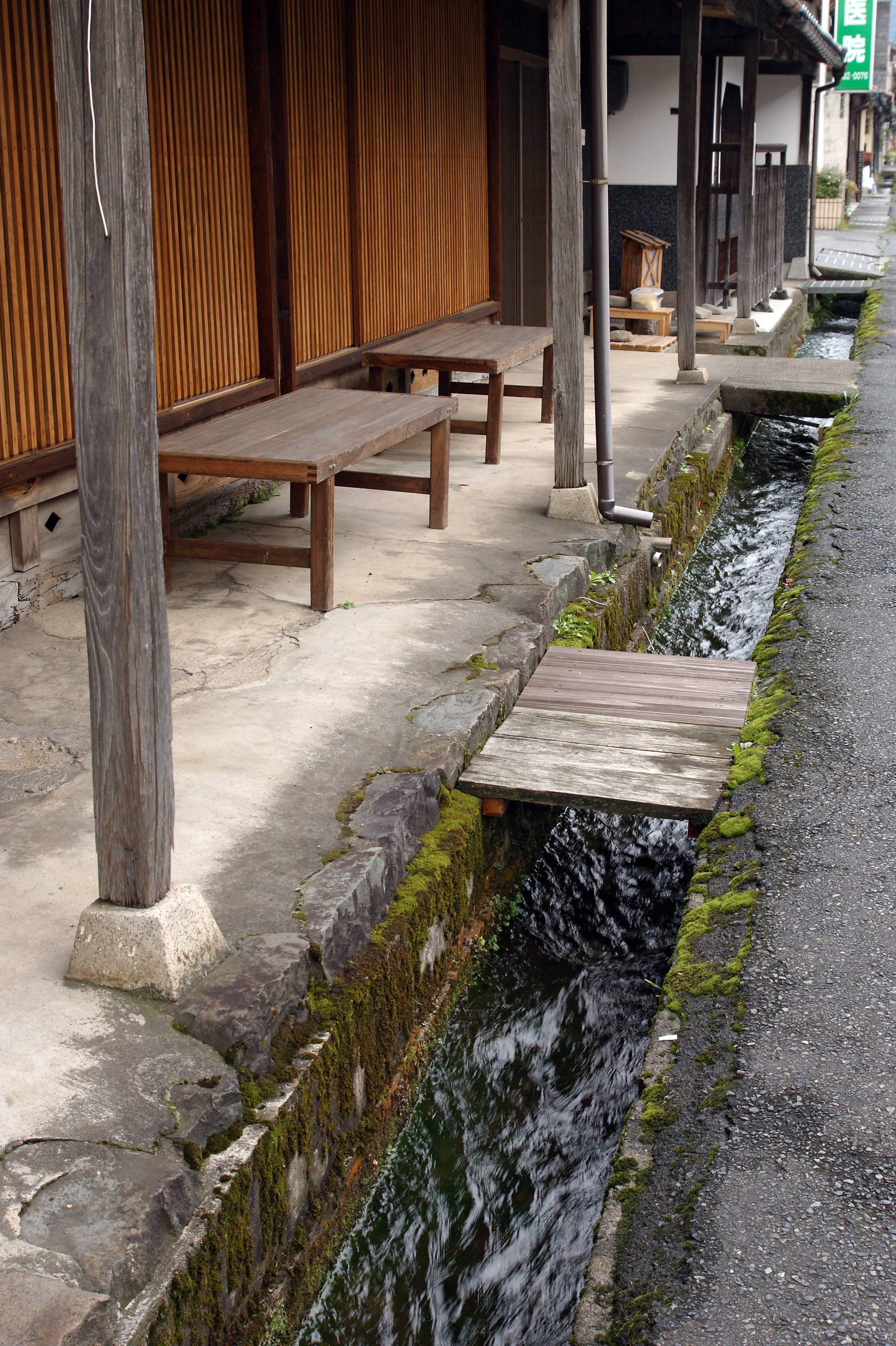
カリヤ通り

若桜宿（わかさじゅく）は、鳥取県八頭郡若桜町にある宿場町の機能を持った商家町。2021年（令和3年）8月に、若桜町若桜伝統的建造物群保存地区の名称で、国の重要伝統的建造物群保存地区に選定されている。

## 概要
中世、若桜鬼ヶ城の城下町として整備され、江戸時代以降は鳥取と姫路を結ぶ若桜街道と伊勢街道の宿場町、商業都市として発展した。
蔵通りの白壁土蔵群やカリヤ通りなどの特色ある近代以前の建築が現存し、往時の城下町・宿場町の様子を今にとどめている。

## 名所・旧跡
蔵通り
古建築の白壁土蔵が連なる通りである。江戸時代より土蔵が多く存在する通りであったが、明治時代の大火の後は、この通りは土蔵以外の建物を禁じられたため、土蔵が連続する通りになった。
カリヤ通り
若桜宿の町は明治時代の大火で大半が焼失した。その後の復興建築は、家屋を道路より約3m後退させて道路沿いに小川を引き、民家と小川の間に連続する幅1.2メートルの庇が設けられた。小川は用水と雪流しと鯉の飼育に使われた。この小川と民家の間の庇の下の私道を仮屋（カリヤ）という。これは豪雪地帯の若桜宿独特の建造物で、昭和前期まで多く現存していたが、現在はカリヤ通りだけに見ることができる。

## 重要伝統的建造物群保存地区基本データ
- 名称 - 若桜町若桜伝統的建造物群保存地区
- 種別 - 商家町
- 面積 - 9.5ヘクタール
- 所在地 - 鳥取県八頭郡若桜町大字若桜
- 選定年月日 - 2021年8月2日
- 選定基準 - （三）伝統的建造物群及びその周囲の環境が地域的特色を顕著に示しているもの

## アクセス
- 若桜鉄道 若桜駅 徒歩すぐ